# José Armándola
José Armándola   (27 de febrer de 1880 - Bad Imnau, 22 de desembre de 1949) va ser un compositor i pianista alemany. Altres noms d'artistes seus van ser Edwin Haller, A. Nippon, Udo Türmer i James Wanson.

## Biografia
José Armándola, civil: Wilhelm August Lautenschläger va treballar com a pianista a Berlín des de 1906. Com a compositor, va aconseguir una àmplia gamma de peces musicals entre 1920 i 1930: inclouen un cant, diverses obres per a cor masculí, esbossos simfònics, música de ballet, obertures i peces de piano. Sobretot, però, es va fer conegut per la música lleugera, predominantment les textures exotitzants, que va publicar amb el seu pseudònim de so mediterrani José Armándola. Temàticament destaquen les seves preferències pel Sud i l'Orient, que es reflecteixen en els títols de les seves obres. A més, també era de la terra.
Les composicions de Lautenschläger van ser interpretades per conegudes orquestres de dansa i saló del seu temps com Marek Weber, Paul Godwin, Willy Rosé-Petösy i Ferdy Kauffman i enregistrades al disc de gramòfon. Aviat també van ser una part integral dels programes de música de ràdio, ja sigui reproduïts en directe a l'estudi o des de la cera (des de la placa de cera).
En la història de l'editor musical de Bosworth, José Armándola és esmentat com a compositor de música de cinema al costat d'Albert William Ketèlbey, Joseph Engleman i Montague Ewing. Armándola va escriure música d'il·lustració per a biblioteques de cinema, per a la sèrie "Rialto" de "Roehrs Filmillustration" i el "Preis-Kino-Bibliothek" de l'editorial Heinrichshofen de Magdeburg. El seuBen Hur-Marsch, publicat per C. M. Roehr a Berlín, també es va distribuir en discos de gramòfon. Aquesta i algunes peces de ball també estaven disponibles en rotllos de piano per a pianos elèctrics. Lautenschläger també es va ocupar de l'edició de la composició que Austin Egen va proporcionar per a la pel·lícula de 1926 sobre el Rin i el vi "The Loreley". El seu treball com a il·lustrador de pel·lícules també es demostra amb l'ús de la seva composició The Trapezist en un film recopilatori, que l'arxiu de notícies de la indústria cinematogràfica sueca va reunir el 1950 en memòria del rei Gustau V.
Lautenschläger va morir el 22 de desembre de 1949 a Bad Imnau. Dels seus quatre fills, el seu fill Willi August (1903-ca. 1961) també va ser compositor.

## Obres (selecció)
Gravacions
- Ballet modern: suite. Compositor: José Armándola. Editor/Companyia: Berlin: Bosworth Musikverlag, lliurador Hamburg: Edició Wilhelm Hansen, Administració: Int. Editors musicals Hans Sikorski.
- Pavelló blau: andalus. Serenata = pavelló blau/música: José Armándola. Arr.: Heinz Gengler. Compositor: Lautenschläger, Willi. Implicat: Gengler, Heinz [arr.]. Editor/Companyia: London, Bonn [u. a.]: Bosworth c 1987. Títol general: Hohner current. Notes: Per a orquestres d'acordió. - Puntuació: 14 pàg., 30 cm; N º de comanda. AO 2021: títol també en anglès. i francès Llenguatge.
- Memòria del Caire: Suite orientale. Compositor: José Armándola. Editor/Companyia: Berlin: Bosworth Musikverlag. Lliurament: Hamburg: Edició Wilhelm Hansen, Administració: Int. Editors musicals Hans Sikorski.
- Primavera: serenata argentina. Compositor: Willi Lautenschläger. Editor/Companyia: Múnic: G. Ricordi/Otto Junne Musikverlag
- Ens enfilem al Gamselhorn: Rhinelander/Música: Willi Lautenschläger. Arranjat: Harro Steffen. Text: Richard Bars. Compositor: Lautenschläger, Willi. Piano, edició d’acordió Editor/companyia: Colònia: Polyphon-Musikverlag, c 1976.

Documents d’àudio
- Oh, Krause!: Copla/José Armandola. Lucie Bernardo, artista de conferències amb acompanyament orquestral. Registre Stradivarius G 5071 (mx. 2035) (C12 5 26)
- Ben Hur March/José Armándola. Paul Godwin amb el seu conjunt d'artistes. Gramòfon 19 613 (mx. 82 bi) - ca. 1926
- Bei Lied und Wein: Part I i II/José Armandola. Orquestra del Saló Ferdy Kauffman. Ultraphon A 670 (mx. 15 426/27) - octubre de 1930
- Blauer Pavillon. Sirenada andalusa/José Armándola. Barnabás von Géczy amb la seva orquestra de l'Esplanada. Parlophone B. 48 231 (mx 133 617) - octubre de 1932

Composicions cinematogràfiques
- Agitato. Per a escenes dramàtiques despertades. Persecució.[=Il·lustració de la pel·lícula Roehrs, sèrie 1 de Rialto] Berlín: Roehr 1927
- Allegro brioso. Per a escenes excitades i de persecució. Berlín: Roehr
- Escena de ballet [= Preis-Kino-Bibliothek 33] Verl. Heinrichshofen, Magdeburg.
- Ben Hur March. Berlín: Roehr
- Furiós. Per a escenes excitades i revoltoses [= il·lustració de la pel·lícula de Roehrs, sèrie 2 de Rialto] Berlín: Roehr 1927
- Misteriós. Per conspiració, robatori, traïció, escenes de fantasmes. [= Il·lustració de la pel·lícula de Roehrs, sèrie 6 de Rialto] Berlín: Roehr 192
- Música de tempesta. [= Il·lustració de la pel·lícula de Roehrs, sèrie 4 de Rialto] Berlín: Roehr 1927.[20]

Obres i documents sonors del seu fill Willi August
- Brillant tardor. Berlín: Ries i Erler, 1936.
- Pussta tango per a orquestra de jazz. Berlín: Meisel, 1939.
- Rosita Pepita per a orquestra de jazz. Berlín: Boccaccio, 1939.
- Estiu brillant. Berlín: Ries & Erler, 1939.
- Una nit a Palerm...: Lied i Tango / T.: W. A. Lautenschläger. Compositor: Lautenschläger, Willi A. F. Ges. M. Klav. M. Bez. Editor /
- Companyia: Berlin: Florida-Musikverl. [1952] Extensió de 4 pàgines; 4º
- Una nit a Palerm: Tango / Willi A. Lautenschläger. Heinz Huppertz amb la seva gran orquestra de torneig de dansa i l'orgue Hammond. Odeon O-28 094 (mx. PBe 14 302-1) - abril de 1951